# Geropótamos
Geropótamos är ett vattendrag i Grekland.   Det ligger i regionen Kreta, i den sydöstra delen av landet, 300 km söder om huvudstaden Aten.